# 지구 (음악 그룹)
지구(GeeGu)는 대한민국의 전 6인조 걸그룹이다. 2017년 디지털 싱글 앨범 [GATE1 : Paperwhite]로 데뷔했다.

## 음반
- 도둑놈 도둑님 OST Part.4 (2017)
- GATE1 : Paperwhite (2017)
- 도둑놈 도둑님 OST (2017)
- Moonlight (2019)